# Henschel Typ Klettwitz
Die zweiachsigen schmalspurigen Tenderlokomotiven der Bauart Typ Klettwitz waren Industriebahnlokomotiven von Henschel vorrangig in der Spurweite von 900 mm. Die Lokomotiven wurden von 1908 bis 1939 hergestellt und bevorzugt auf großen Baustellen und in größeren Bergwerken oder Tagebauen eingesetzt. Zwei Maschinen sind heute (2025) als Denkmal vorhanden.

## Geschichte
Die Lokomotiven wurden erstmals von Henschel 1908 geliefert und als Typ Klettwitz bezeichnet. Sie wurden bevorzugt von Lokomotivhändlern und Bauunternehmen bezogen, die die Lokomotiven dann für weitere Einsätze an ihre Kunden oder Baustellen vermieteten. Unter den Bauunternehmen waren dies Firmen wie die Siemens-Bauunion, Grün & Bilfinger und Polensky & Zöllner, aber auch Tagebauunternehmen wie das Helmstedter Braunkohlerevier, die Roddergrube oder die Oberlausitzer Braunkohlewerke. Die Lokomotiven waren bis etwa 1960 als leichte Rangierlokomotiven im Einsatz und wurden dann größtenteils ausgemustert. Insgesamt gesehen, haben sie nicht den Bekanntheitsgrad anderer Henschel-Lokomotiven, die heute noch auf zahlreichen Ausstellungen vorhanden sind.

### Braunschweiger Kohlebahnen 106 und 107
Die erste Lokomotive mit der Fabriknummer 8862 wurde an den Bruckdorf-Nietlebener Hüttenverein 1908 geliefert und verkehrte dort bis zu einem terminlich nicht bekannten Zeitpunkt. Später wurde die Lokomotive bei den Braunschweiger Kohlebahnen eingesetzt. Die Braunschweiger Kohlebahnen besaßen einige ähnliche Lokomotiven vom Typ Helfmann sowie Döring & Lehrmann und setzte diese bei Fahrleitungsmontagearbeiten ein, nachdem sie vorher einige Jahre im Kraftwerk Harbke Rangierarbeiten ausgeführt hatte. Die Braunschweiger Kohlebahnen erhielten auch noch die Lokomotive mit der Fabriknummer 8866, die von der Gesellschaft für Schmalspur- und Anschlußbahnen kam. Beide Lokomotiven erhielten bei den BKB die Nummern 106 und 107. Die BKB verwendeten für ihre Fahrleitungsmontagen damals einen Eigenbau-Bühnenwagen und musterten die Loks 1954 sowie 1955 aus.

### Rheinische Braunkohlewerke
Die Lokomotiven mit den Fabriknummern 17667 und 17668 wurden 1920 an die Gewerkschaft Roddergrube geliefert. Die Lokomotiven wurden im Zusammenhang mit zwei Lokomotiven vom Typ Preller für die Gewerkschaft mit der Spurweite von 700 mm gefertigt. Über den Einsatzort der Fahrzeuge existieren keine Angaben. Eine Nummerierung von Rheinbraun ist nicht bekannt, auch von der Vorgängervereinigung Rheinischen Aktiengesellschaft für Braunkohlenbergbau und Brikettfabrikation (RAG) ist keine Nummerierung bekannt.

### Weitere bekannte Lokomotiven

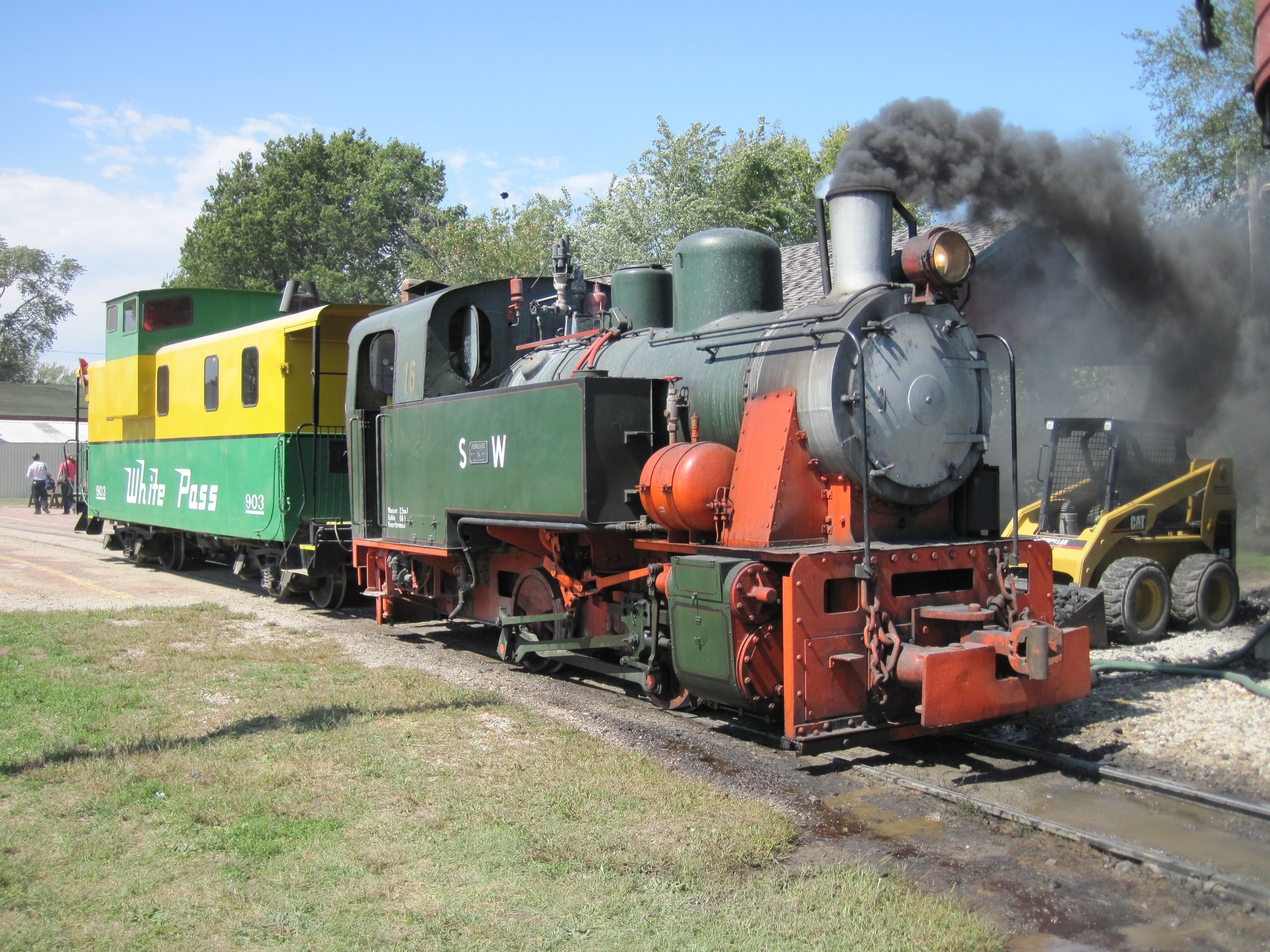
Lokomotive Henschel 24086 bei der Midwest Central Railroad

Die Lokomotive Henschel 17670 wurde zusammen mit drei weiteren Exemplaren 1920 an die damalige Hütten GmbH in Stettin geliefert. Die Lokomotive war zuletzt bei der Huta Żelaza Bobrek in Bobrek und wurde erst 1975 ausgemustert.
Die Lokomotive Henschel 22534 wurde 1935 an eine Baufirma in Köln geliefert und war bis nach dem Zweiten Weltkrieg vorhanden. Zuletzt stand sie auf einem Schrottplatz und ist seit 1993 im Dampflokmuseum Tuttlingen.
Die Lokomotive Henschel 24086 wurde 1938 an die Reichswerke Salzgitter geliefert. 1965 wurde sie an einen Freizeitpark in Detroit verkauft. 1980 gelangte die Lok an die Midwest Central Railroad. Sie war in leicht geänderter Form (Sandkästen, Wasserbehälter, Führerhausdach) 2010 noch fahrfähig.
Von den Lokomotiven Henschel 24130, geliefert 1939 an Chr. Krutwig Köln und Henschel 24132, geliefert 1939 an Grün & Bilfinger Mannheim, ist bekannt, dass sie 1960 verschrottet wurden. Die Lokomotiven gelten als die letzten gefertigten Maschinen des Typs.

## Konstruktion
Die Lokomotiven zählten zu der Regelbauart von Henschel-Baulokomotiven und wurden im Beschaffungskatalog mit einem geringen Beschaffungspreis, kurzen Lieferfristen, schneller Beschaffung von Ersatzteilen und einem geringen Ersatzteillager angeboten. Durch die vorrangige Ausführung mit Spurweite 900 mm waren sie vorzugsweise für mittlere Zuglasten in Baubetrieben, Klein- und Hüttenbahnen gut einsetzbar. Sie wurden in Voraussicht auf ein großes Absatzgebiet auf Vorrat gefertigt und von Händlern vertrieben.
Die Lokomotiven besitzen einen Blechrahmen mit einer Stärke von 20 mm, der gleichzeitig als Wasserkastenrahmen im Bereich der ersten Achse ausgelegt ist. Außerdem führten sie seitliche Wasserkästen mit. Die Lokomotiven waren standardmäßig für Steinkohlenfeuerung ausgelegt und hatten einen Kessel mit einer Feuerbüchse aus Kupfer. Auf Wunsch konnte für den Einsatz mit schwefelhaltiger Kohle eine eiserne Feuerbüchse eingebaut werden. Der Kessel bestand aus zwei Schüssen, auf dem ersten saß der Dampfdom, auf dem zweiten der Sandkasten. Innerhalb der fast dreißigjährigen Lieferperiode gab es einige Änderungen beim Bau hinsichtlich Vereinheitlichung oder Erleichterung bei Wartungsarbeiten.
Alle Lokomotiven wurden als Zweizylinder-Naßdampflokomotiven gebaut. Die Steuerung der Bauart Heusinger wurde mit einem einfachen Handhebel umgelegt. Sie besaßen Handbremse, Hand-Sandstreuer und Kessel-Zubehörteile, die den gesetzlichen Bestimmungen des Einsatzlandes von Landdampfkesseln entsprachen. In der Normalausführung waren sie mit einer einzigen mittleren Stirnlampe an der Rauchkammertür bzw. Führerhausrückwand als Petroleumbeleuchtung ausgerüstet.